# Импулсна осцилометрија
Импулсна осцилометрија (акроним ИОС — енг. Impulse Oscillomtry System) је новија метода у пулмологији, која се користи за одређивање механичких особина плућа и респираторног система преко односа притиска (P) и протока (V) мерењем респираторне импеданце (Z). У поређењу са конвенционалним методама тестирања плућне функције које захтевају специфичну респираторну акцију, техника форсиране осцилације одређује импеданцу током спонтаног дисања преко односа притиска (P) и протока (V) уносом сигнала у респираторни систем. Форсирана осцилаторна техника се примењује као монофреквентна и полифреквентна метода или Систем импулсне осцилометрије (ИОС).

## Историја
Као метод одређивања респираторне импеданце (Z), технику форсиране осцилације (акроним ТФО) први је описао Дбо 1956. године. Следило је у Фиренци у Италији, 2000. године током 10. Конгреса европског респираторног удружења (акроним ERS), објављивање првих смернице о мерењу респираторне импеданце, које није стандардизовало овај метод.
Прва импулсна осцилометрија у Србији и њеном окружењу урађена је 1997. године у Војномедицинској академији (ВМА) у Београду.

## Намена
Импулсна осцилометрија се користи за одређивање механичких особина плућа и респираторног система  (Zrs) мерењем респираторне импеданце преко уноса звучних импулса, па се у том смислу респираторна импеданца описује као комплексни (математички појам) отпор дисајних путева, и представља интеракцију између импулсног притиска, отпора и реактивности респираторног система, која укључује: отпор или резистанцу (R) и реактансу (X).
Резистанца (R) — је реални део импеданце, и представља резултат механичког дисања и отпора у дисајним путевима. Она троши вентилаторну енергију и претвара је у топлоту енергију.
Реактанса (Х) — је имагинарни део импеданце. Она представља реактивни отпор који је садржан у делу плућа где није могуће измерити реалан отпор, а то је 60% дисајних путева на периферији. Реактанса садржи две компоненте:
- Капацитансу (C) — негативни део реактансе, који кореспонидира са трахеобронхијалним еластицитетом и променама у плућном паренхиму, и има способност складиштења енергије у плућима која је потребна за пасивну експирацију.[4]
- Интертансу (I) — која представља позитивни део реактансе и кореспондира са кретањем ваздуха у бронхијалном стаблу. Она нема клиничког значаја.

## Клиничка примена
Клиничке и специфичне индикације за ИОС још увек се утврђују. Кад год пацијент није у могућности да изводи присилне маневре, али треба објективно проценити функцију плућа, треба користити ИОС ако је доступан.
Полазећи од чињенице да је ИОС највероватније осетљивија метода од спирометрије за абнормалности дисајних путева, посебно за дисајне путеве < 2 мм („мале дисајне путеве“) она се може применити код специфичне терапије. Наиме како су нови механизми за инхалацију дизајнирани да испоручују лекове у удаљене дисајне путеве, суптилне неправилности откривене путем ИОС-а могу бити од значаја за примену специфичне терапије.

## Мерење респираторне импеданце
Респираторна импеданца се мери импулсним осцилометром, а заснива се на ћињеници да је главна одлика импулсне осцилометрије да генерише непрекидни спектар сигнала у одређеном фреквентном опсегу. Импулсна осцилометрија продукује непрекидни импулсни сигнал у временском опсегу који мора бити одвојен од дисања филтрирањем сигнала, а ово се врши анализом времена и фреквенције преко Брзе Фуријеове трансформације у дискретни сигнал у фреквентном опсегу.
Делови импулсна осцилометра су:
- усник,
- генератор импулса или звучник,
- Y-адаптер,
- пнеумотахограф,
- крајњи отпорник или мембрана,
- претварач и
- компјутерски програм (софтвер).

### Главни параметри добијени импулсном осцилометријом
Главни параметри који се добијају импулсним осцилометром су: отпор дисајних путева и реактанса плућа, као збир респираторне импеданце, по обрасцу:
Z = R + X 
у коме је,
Z  — респираторна импеданца
R — отпор или резистанца
X — реактанса
На основу мерења импеданце изводе се следећи параметри, који се могу сврстати у следеће четири групе:
- Укупна респираторна импеданса на 5 Hz (Zrs5),
- Параметри отпора дисајних путева (Rrs5, Rrs20, Rrs5-Rrs20),
- Параметри плућне реактансе (Xrs5, Fres, AX),
- Остали параметри (Co5, Co20).

## Тумачење налаза[13]
| Параметар                     | Тумачење налаза |
| ----------------------------- | --- |
| Стандардна интерпретација     | - Функција плућа је нормална ако су два главна параметра Rrs5 и Xrs5 у нормалном опсегу. - Резистанца на 5 Hz је патолошки измењена ако су активне вредности у односу на предвиђене повећане за 150% и више, док изведена патолошка вредност Xrs5 се добија из разлике активне и предвиђене ако је преко - 0.15 kPa/(l/s). - Резистанца на 5 Hz процењује централну и периферну острукцију, док Xrs5 је показатељ само периферне. - Параметри Rrs5 и Xrs5 одређују степен тежине болести. |
| Проширена интерпретација      | - Повишене вредности Rrs5 ако пратити повишен Rrs20, и ако је изнад 150% од предвиђене вредности указује на проксималну опструкцију, која је карактеристична за астму. - Веће вредности Rrs20 указују на централну опструкцију. - Разлика Rrs20 у односу на Rrs5, издваја се као предиктор стања у малим дисајним путевима. |
| Оцена бронходинамских тестова | - За бронхопровокациони (БП) тест препорука за позитиван налаз који је еквивалент паду FEV1 за 20%, јесте увећање вредности Rrs5 за 40% и Fres за 35%. - За бронходилататорни (БД) тест према конструктору еквивалент порасту FEV1 од 12% је пад вредности Rrs5 за 25% и Fres за 20%. |